# Château de Pendennis
Le château de Pendennis fait partie des châteaux d'Henri VIII appelés Device Forts (en) ou châteaux Henriciens (Henrician castles en anglais), il est situé dans le comté anglais des Cornouailles et fut construit pour Henri VIII en 1539, afin de protéger l'entrée de la rivière Fal sur sa rive ouest, près de Falmouth. Avec son semblable, le château de St Mawes (en), situé sur la rive orientale, ils furent édifiés pour défendre Carrick Roads contre les menaces françaises et espagnoles de futures attaques. Le château comprend une tour ronde simple et une porte fermée par un mur-rideau inférieur. Il est aujourd'hui géré par l'English Heritage.

## Les raisons de sa construction
Le château de Pendennis fut construit comme partie intégrante d'une chaîne de forts situés le long de la côte de la moitié sud de la Grande-Bretagne, allant de Hull jusqu'à Milford Haven. Ce fut la réponse d'Henri VIII face à la menace d'invasion des Français et des Espagnols. Henri avait changé la religion de l'Angleterre qui devint l'Église d'Angleterre afin de pouvoir obtenir le divorce, de l'argent, et davantage de pouvoir sur son pays. Le pape avait demandé aux Français et aux Espagnols, qui avaient tous deux de fortes armées, d'envahir l'Angleterre afin de restaurer la religion du pays. Henri savait que les deux pays connaissaient bien les lieux, comme ce fut le cas lors d'une guerre que les Français et les Espagnols avaient livré quelques années avant de combattre dans les Carrick Roads, ils savaient l'endroit non surveillé, et par conséquent, Henri pensa que ce serait une cible à partir de laquelle les Français et les Espagnols choisiraient d'attaquer.

## Le siège du château de Pendennis

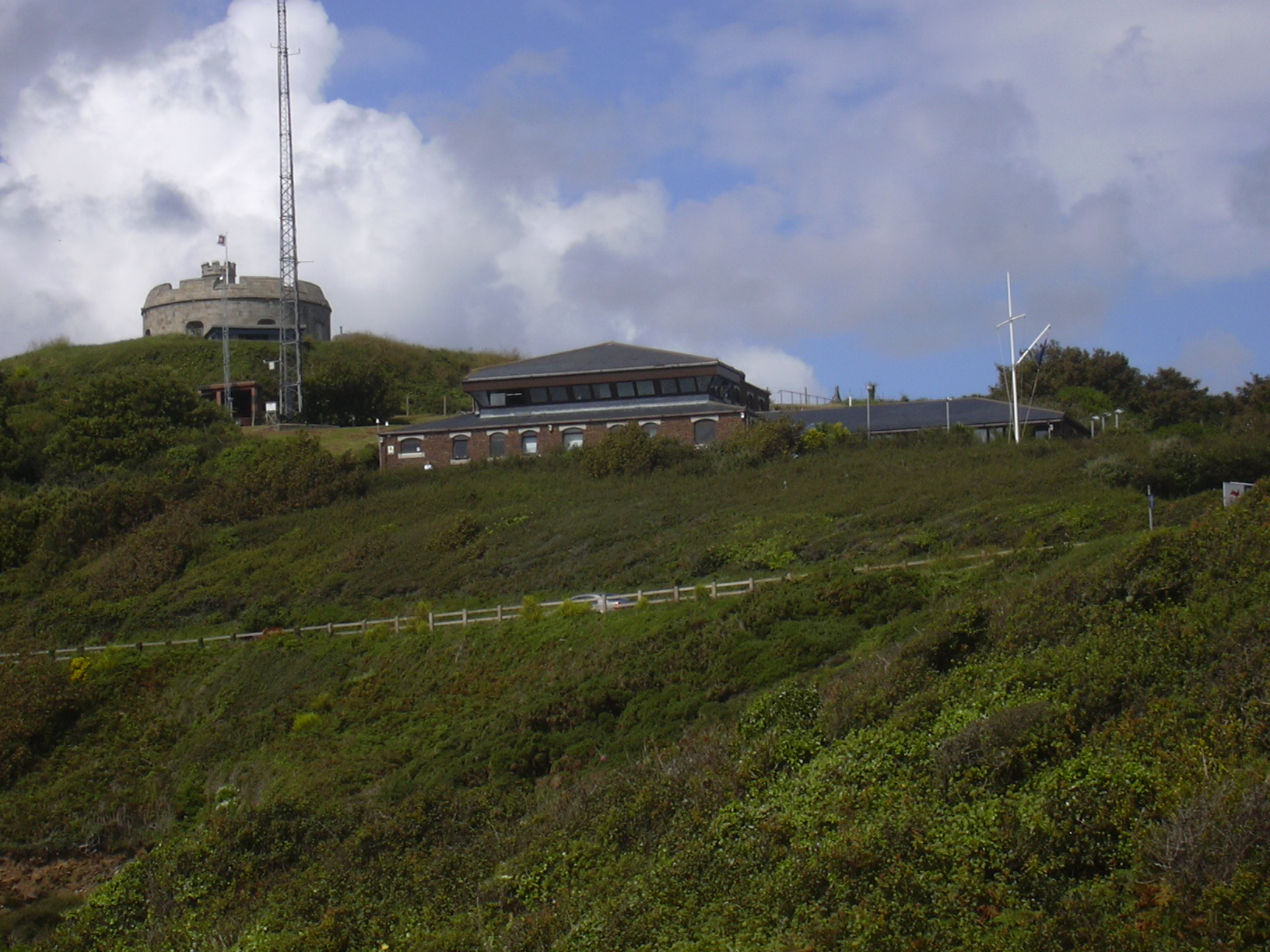
Garde-côtes et château Henricien, vue de Pendennis Head.

Le château de Pendennis joua un rôle dans la Première Révolution anglaise. Il fut la dernière position royaliste dans l'ouest de l'Angleterre, et une garnison royaliste résista à un siège de cinq mois imposé par les forces parlementaires (de mars 1646 au 17 août 1646, ce fut le dernier château à tomber en Angleterre), avant de se rendre. Les forces parlementaires anglaises attaquèrent le château à la fois par voies de terre et de mer, et la garnison royaliste cornique de Pendennis fut sous le commandement du septuagénaire Sir John Arundell (en), assisté par Sir Henry Killigrew. Parmi les derniers bastions, Pendennis fut le troisième, avant le château de Raglan et celui de Harlech, à tenir pour les Royalistes. Environ 1 000 hommes, femmes et enfants, survécurent durant le siège de 155 jours au château, avant d'être contraints de se rendre à cause de la faim. Auparavant, il avait donné asile à la reine Henriette Marie de France et au Prince de Galles (futur Charles II), avant leur fuite vers la France.

## Crab Quay
Crab Quay se situe en contrebas du château de Pendennis, sur la face nord-est du promontoire. C'est le lieu le plus propice pour un débarquement, et une batterie fut construite à cet endroit à la fin du XVIIe ou début du XVIIIe siècle, ce fut en 1715 qu'elle apparut pour la première fois sur une carte.
Au-dessous de la batterie de Crab Quay, se trouvent cinq plates-formes en béton en forme de « D » situées juste au-dessus du niveau de l'eau. Il s'agissait de bases pour les projecteurs soutenant la batterie Middle Point. Toutes les structures de surface appartenant à la Middle Point furent démolies dans les années 1960.

## Sources
- (en) Cet article est partiellement ou en totalité issu de l’article de Wikipédia en anglais intitulé « Pendennis Castle » (voir la liste des auteurs).